# Rue Saint-Sulpice (nouvelle)
Pour les articles homonymes, voir Rue Saint-Sulpice.
Rue Saint-Sulpice est une nouvelle de Marcel Aymé, parue dans Marianne en 1933.

## Historique
Rue Saint-Sulpice est une nouvelle de Marcel Aymé, parue dans Marianne n° 20, le 8 mars 1933 sous le titre La Faim du pianiste.

## Résumé
Dans la rue Saint-Sulpice, M. Aubinard, chef de l'atelier photographique du fabricant d'images de piété Normat, ne trouve plus un Christ sur la place de Paris...

## Adaptation
- La Montre, la Croix et la Manière, film de Ben Lewin sorti en 1992